# Nuoto ai campionati mondiali di nuoto 2011 - 200 metri dorso maschili
La specialità dei 200 metri dorso maschili ai campionati mondiali di nuoto 2011 si è svolta presso lo Shanghai Oriental Sports Center di Shanghai, in Cina.
Le qualifiche per la semifinale si sono svolte la mattina del 28 luglio 2011, mentre la semifinale si è svolta la sera dello stesso giorno. La finale, invece, si è svolta la sera del 29 luglio 2011.

## Medaglie
| Posizione | Atleta       | Paese       |
| --------- | ------------ | ----------- |
| Oro       | Ryan Lochte  | Stati Uniti |
| Argento   | Ryōsuke Irie | Giappone    |
| Bronzo    | Tyler Clary  | Stati Uniti |

## Record
Prima della manifestazione il record del mondo (WR) e il record dei campionati (CR) erano i seguenti.
| Record mondiale       | 1'51"92 | Aaron Peirsol Stati Uniti | 31 luglio 2009 Roma, Italia |
| Record dei campionati | 1'51"92 | Aaron Peirsol Stati Uniti | 31 luglio 2009 Roma, Italia |

Nel corso della competizione non sono stati migliorati record.

## Batterie
| Pos. | Atleta                    | Nazionalità   | Tempo   | Batteria | Corsia | Note        |
| ---- | ------------------------- | ------------- | ------- | -------- | ------ | ----------- |
| 1    | Tyler Clary               | Stati Uniti   | 1:56.32 | 2        | 4      |             |
| 2    | Péter Bernek              | Ungheria      | 1:57.23 | 2        | 2      |             |
| 3    | Stanislav Donets          | Russia        | 1:57.30 | 4        | 3      |             |
| 4    | Ryan Lochte               | Stati Uniti   | 1:57.34 | 3        | 4      |             |
| 5    | Fenglin Zhang             | Cina          | 1:57.37 | 3        | 5      |             |
| 6    | Ryōsuke Irie              | Giappone      | 1:57.58 | 4        | 4      |             |
| 7    | Kazuki Watanabe           | Giappone      | 1:57.62 | 2        | 3      |             |
| 8    | Radosław Kawęcki          | Polonia       | 1:57.97 | 2        | 5      |             |
| 9    | Nick Driebergen           | Paesi Bassi   | 1:58.10 | 4        | 7      |             |
| 10   | Tobias Oriwol             | Canada        | 1:58.19 | 4        | 1      |             |
| 11   | YakovYan Toumarkin        | Israele       | 1:58.21 | 3        | 8      |             |
| 12   | Sebastiano Ranfagni       | Italia        | 1:58.26 | 3        | 2      |             |
| 13   | Leonardo De Deus          | Brasile       | 1:58.29 | 2        | 8      |             |
| 14   | Yannick Lebherz           | Germania      | 1:58.30 | 4        | 2      |             |
| 15   | Benjamin Stasiulis        | Francia       | 1:58.42 | 4        | 6      |             |
| 16   | Omar Pinzon               | Colombia      | 1:58.48 | 1        | 5      |             |
| 17   | Christopher Walkerhebborn | Regno Unito   | 1:58.59 | 3        | 3      |             |
| 18   | Darren Murray             | Sudafrica     | 1:58.73 | 1        | 6      |             |
| 19   | Matthew Hawes             | Canada        | 1:58.84 | 2        | 7      |             |
| 20   | Feiyi Cheng               | Cina          | 1:59.08 | 3        | 1      |             |
| 21   | Ashley Delaney            | Australia     | 2:00.15 | 2        | 6      |             |
| 22   | Mattias Carlsson          | Svezia        | 2:00.44 | 1        | 3      |             |
| 23   | Mitch Larkin              | Australia     | 2:00.52 | 4        | 8      |             |
| 24   | Gareth Kean               | Nuova Zelanda | 2:00.74 | 3        | 6      |             |
| 25   | Jiheun Kim                | Corea del Sud | 2:01.06 | 2        | 1      |             |
| 26   | Sebastian Stoss           | Austria       | 2:01.13 | 1        | 4      |             |
| 27   | Pedro Medel               | Cuba          | 2:02.16 | 1        | 2      |             |
| 28   | JeanFrancois Schneiders   | Lussemburgo   | 2:03.68 | 1        | 7      |             |
| 29   | Abdullah Altuwaini        | Kuwait        | 2:07.63 | 1        | 1      |             |
| 30   | Awse Ma'aya               | Giordania     | 2:12.22 | 1        | 8      |             |
| -    | Aschwin Wildeboer Faber   | Spagna        |         | 3        | 7      | non partito |
| -    | James Goddard             | Regno Unito   |         | 4        | 5      | non partito |

## Semifinali
| Pos. | Atleta              | Nazionalità | Batteria | Corsia | Tempo   | Note |
| ---- | ------------------- | ----------- | -------- | ------ | ------- | ---- |
| 1    | Ryan Lochte         | Stati Uniti | 1        | 5      | 1:55.65 |      |
| 2    | Ryōsuke Irie        | Giappone    | 1        | 3      | 1:55.96 |      |
| 3    | Tyler Clary         | Stati Uniti | 2        | 4      | 1:56.00 |      |
| 4    | Fenglin Zhang       | Cina        | 2        | 3      | 1:56.70 |      |
| 5    | Radosław Kawęcki    | Polonia     | 1        | 6      | 1:57.15 |      |
| 6    | Sebastiano Ranfagni | Italia      | 1        | 7      | 1:57.96 |      |
| 7    | Kazuki Watanabe     | Giappone    | 2        | 6      | 1:57.97 |      |
| 8    | Stanislav Donets    | Russia      | 2        | 5      | 1:58.00 |      |
| 9    | Nick Driebergen     | Paesi Bassi | 2        | 2      | 1:58.08 |      |
| 10   | Péter Bernek        | Ungheria    | 1        | 4      | 1:58.14 |      |
| 11   | Benjamin Stasiulis  | Francia     | 2        | 8      | 1:58.19 |      |
| 12   | Yannick Lebherz     | Germania    | 1        | 1      | 1:58.56 |      |
| 13   | Omar Pinzon         | Colombia    | 1        | 8      | 1:58.95 |      |
| 14   | Tobias Oriwol       | Canada      | 1        | 2      | 1:59.45 |      |
| 15   | Leonardo De Deus    | Brasile     | 2        | 1      | 1:59.77 |      |
| 16   | YakovYan Toumarkin  | Israele     | 2        | 7      | 1:59.92 |      |

## Finale
| Pos. | Atleta              | Nazionalità | Tempo   | Corsia | Note |
| ---- | ------------------- | ----------- | ------- | ------ | ---- |
|      | Ryan Lochte         | Stati Uniti | 1:52.96 | 4      |      |
|      | Ryōsuke Irie        | Giappone    | 1:54.11 | 5      |      |
|      | Tyler Clary         | Stati Uniti | 1:54.69 | 3      |      |
| 4    | Fenglin Zhang       | Cina        | 1:56.39 | 6      |      |
| 5    | Radosław Kawęcki    | Polonia     | 1:57.33 | 2      |      |
| 6    | Stanislav Donets    | Russia      | 1:57.36 | 8      |      |
| 7    | Sebastiano Ranfagni | Italia      | 1:57.49 | 7      |      |
| 8    | Kazuki Watanabe     | Giappone    | 1:57.82 | 1      |      |